# Sarah Lennox
Lady Sarah Lennox (14 febbraio 1745 – 17 agosto 1826) è stata una nobildonna inglese, la più famosa delle sorelle Lennox, figlie di Charles Lennox, II duca di Richmond.

## Biografia
Era la figlia di Charles Lennox, II duca di Richmond, e di sua moglie Sarah Cadogan.
Dopo la morte di entrambi i genitori, quando aveva solo cinque anni, Lady Sarah fu allevata da sua sorella maggiore Emily FitzGerald, duchessa di Leinster, in Irlanda.

### Presentazione a Giorgio III
Quando fu presentata a corte all'età di 15 anni, attirò l'attenzione di Giorgio III, ma la famiglia reale non approvava. Lady Sarah era infatuata di Lord Newbattle, nipote di William Kerr, III marchese di Lothian. Successivamente, le venne chiesto dal re Giorgio III di essere una delle dieci damigelle d'onore al suo matrimonio con la duchessa Sofia Carlotta di Mecklenburg-Strelitz.

### Matrimoni
Lady Sarah rifiutò una proposta di matrimonio di James Hay, XV conte di Erroll, prima di sposare Charles Bunbury, figlio maggiore del reverendo Sir William Bunbury, V baronetto, il 2 giugno 1762, nella cappella di Holland House, Kensington, Londra.
In breve tempo, il loro matrimonio fu infelice, e il comportamento di Sarah (tra cui l'adulterio e il gioco d'azzardo), si guadagnò una cattiva reputazione.
Lasciò il marito nel mese di febbraio 1769, dopo la nascita di sua figlia Louisa Bunbury, e fuggì con il suo cugino, Lord William Gordon, il secondo figlio del duca di Gordon. La coppia divorziò il 14 maggio 1776.
Il 27 agosto 1781, sposò l'onorevole George Napier. La coppia ebbe otto figli:
- Charles James (10 agosto 1782 - 1853);
- Emily Augusta Louisa (1783 - 1863), sposò Sir Henry Bunbury, VII baronetto;
- George Thomas (1784 - 1855);
- William Francis Patrick (17 dicembre 1785 - 12 febbraio 1860);
- Richard (1787 - 1868);
- Henry Edward (5 marzo 1789 - 13 ottobre 1853);
- Caroline (1790 - 1810);
- Cecilia (1791 - 1808);

### Morte
Morì il 17 agosto 1826, all'età di 81 anni.

## Ascendenza
|                                     |               |                                         | Genitori                                      |  |  | Nonni |  |  | Bisnonni                                            |  |  | Trisnonni                                          |  |
|                                     |               |                                         |                                               |  |  |       |  |  | Charles II, re d'Inghilterra, di Scozia e d'Irlanda |  |  | Charles I, re d'Inghilterra, di Scozia e d'Irlanda |  |
|                                     |               |                                         |                                               |  |  |       |  |  | Charles II, re d'Inghilterra, di Scozia e d'Irlanda |  |  | Charles I, re d'Inghilterra, di Scozia e d'Irlanda |  |
|                                     |               | Henriette-Marie de France               |                                               |  |  |       |  |  | Charles II, re d'Inghilterra, di Scozia e d'Irlanda |  |  |                                                    |  |
| Charles Lennox, I duca di Richmond  |               |                                         |                                               |  |  |       |  |  | Charles II, re d'Inghilterra, di Scozia e d'Irlanda |  |  |                                                    |  |
|                                     |               | Louise Renée de Penancoët de Kérouaille | Guillaume de Penancoët, signore di Kérouaille |  |  |       |  |  |                                                     |  |  |                                                    |  |
|                                     |               | Louise Renée de Penancoët de Kérouaille | Guillaume de Penancoët, signore di Kérouaille |  |  |       |  |  |                                                     |  |  |                                                    |  |
|                                     |               | Louise Renée de Penancoët de Kérouaille | Marie de Plœuc de Tymeur                      |  |  |       |  |  |                                                     |  |  |                                                    |  |
| Charles Lennox, II duca di Richmond |               | Louise Renée de Penancoët de Kérouaille |                                               |  |  |       |  |  |                                                     |  |  |                                                    |  |
|                                     |               | Francis Brudenell, barone Brudenell     | Robert Brudenell, II conte di Cardigan        |  |  |       |  |  |                                                     |  |  |                                                    |  |
|                                     |               | Francis Brudenell, barone Brudenell     | Robert Brudenell, II conte di Cardigan        |  |  |       |  |  |                                                     |  |  |                                                    |  |
|                                     |               | Francis Brudenell, barone Brudenell     | Anne Savage                                   |  |  |       |  |  |                                                     |  |  |                                                    |  |
| Anne Brudenell                      |               | Francis Brudenell, barone Brudenell     |                                               |  |  |       |  |  |                                                     |  |  |                                                    |  |
|                                     |               | Frances Savile                          | Thomas Savile, I conte di Sussex              |  |  |       |  |  |                                                     |  |  |                                                    |  |
|                                     |               | Frances Savile                          | Thomas Savile, I conte di Sussex              |  |  |       |  |  |                                                     |  |  |                                                    |  |
|                                     |               | Frances Savile                          | Anne Villiers                                 |  |  |       |  |  |                                                     |  |  |                                                    |  |
| Sarah Lennox                        |               | Frances Savile                          |                                               |  |  |       |  |  |                                                     |  |  |                                                    |  |
|                                     | Henry Cadogan | William Cadogan                         |                                               |  |  |       |  |  |                                                     |  |  |                                                    |  |
|                                     | Henry Cadogan | William Cadogan                         |                                               |  |  |       |  |  |                                                     |  |  |                                                    |  |
|                                     | Henry Cadogan | Elizabeth Roberts                       |                                               |  |  |       |  |  |                                                     |  |  |                                                    |  |
| William Cadogan, I conte Cadogan    | Henry Cadogan |                                         |                                               |  |  |       |  |  |                                                     |  |  |                                                    |  |
|                                     |               | Bridget Waller                          | Hardress Waller                               |  |  |       |  |  |                                                     |  |  |                                                    |  |
|                                     |               | Bridget Waller                          | Hardress Waller                               |  |  |       |  |  |                                                     |  |  |                                                    |  |
|                                     |               | Bridget Waller                          | Elizabeth Southwell                           |  |  |       |  |  |                                                     |  |  |                                                    |  |
| Sarah Cadogan                       |               | Bridget Waller                          |                                               |  |  |       |  |  |                                                     |  |  |                                                    |  |
|                                     |               | Jan Munter                              | Joan Munter                                   |  |  |       |  |  |                                                     |  |  |                                                    |  |
|                                     |               | Jan Munter                              | Joan Munter                                   |  |  |       |  |  |                                                     |  |  |                                                    |  |
|                                     |               | Jan Munter                              | Margaretha Geelvinck                          |  |  |       |  |  |                                                     |  |  |                                                    |  |
| Margaretta Cecilia Munter           |               | Jan Munter                              |                                               |  |  |       |  |  |                                                     |  |  |                                                    |  |
|                                     |               | Margaretha Trip                         | Hendrick Trip                                 |  |  |       |  |  |                                                     |  |  |                                                    |  |
|                                     |               | Margaretha Trip                         | Hendrick Trip                                 |  |  |       |  |  |                                                     |  |  |                                                    |  |
|                                     |               | Margaretha Trip                         | Cecilia Godin                                 |  |  |       |  |  |                                                     |  |  |                                                    |  |
|                                     |               | Margaretha Trip                         |                                               |  |  |       |  |  |                                                     |  |  |                                                    |  |